# Alutaceu
Culoarea alutacee (latină alutaceus) este o culoare brun-gălbuie până la brun-roșcată a pielii tăbăcite, asemănătoare cu culoare lignicoloră (brun-roșcată) sau fov (brun-roșcată sau galben-roșiatică).

## Note

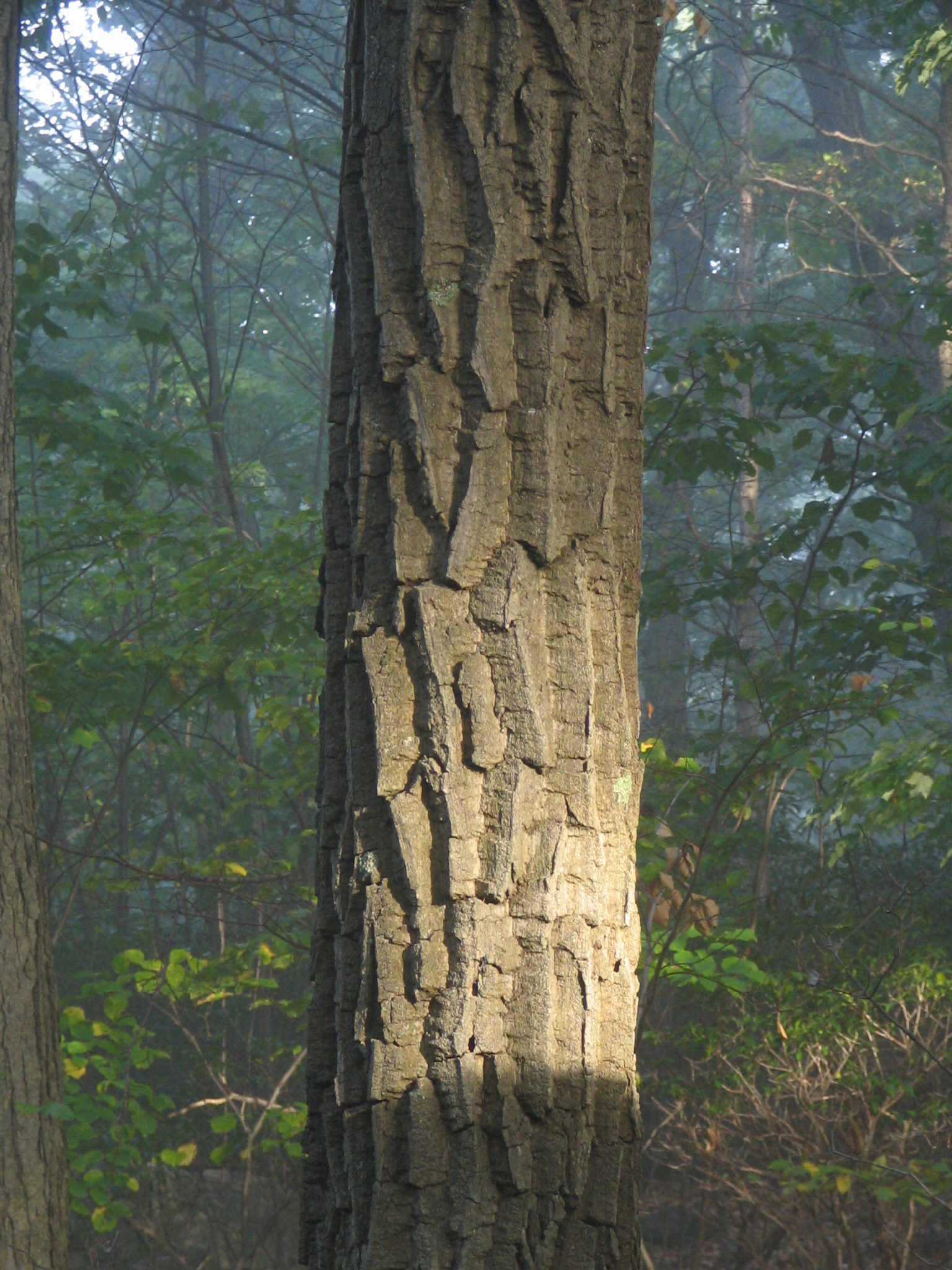
Coaja castanie de stejar, folosită în tăbăcirea pielii